# 賢所乗御車

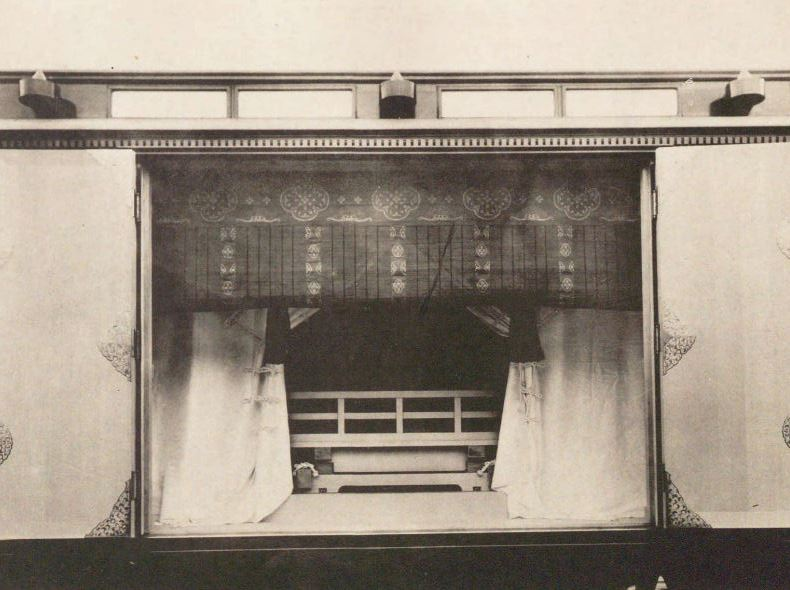
奉安室

賢所乗御車（かしこどころじょうぎょしゃ、旧字体：賢所󠄁乘御車）は、日本国有鉄道の前身である鉄道院が、神鏡（八咫鏡）を輸送（移御）するため、1915年（大正4年）に製造した鉄道車両（皇室用客車）である。
大正天皇の即位式（即位御大礼）の際に、東京の皇居と京都御所の間を、宮中三殿の賢所に祀られている神鏡を輸送するために製造された特殊用途の客車で、賢所奉安車（かしこどころほうあんしゃ）とも呼ばれる。略して賢車と称されることもあった。「神」を輸送の対象とする鉄道車両は世界的にも類例がないと思われ、その意味でも極めて珍しい車両である。

## 製作の背景
皇位継承にあたっては、即位礼の前後に三種の神器の一つである八咫鏡の前で天皇が数回の儀式を行う必要がある。明治天皇も歴代の天皇の通りこれに従って即位儀礼を終えた後、神鏡をはじめとする三種の神器を伴い東京へ移動した（東京奠都）。
その後、1912年（明治45年）7月30日の明治天皇の崩御を受け、皇位を継承した大正天皇の即位式が1915年11月10日に京都御所で行われることとなった。これは、当時の皇室典範に規定されていた「即位ノ礼及大嘗祭ハ京都ニ於テ之ヲ行フ」に基づいたものである。この時、即位の儀礼を円滑に行うため、賢所の神鏡も京都へ移動させる必要が生じた。このために7号・8号・9号御料車とともに製作されたのが本車である。
神鏡といえども「物」であり、即位式に臨む天皇と同じ御料車内に積載しての輸送でも構わないのではないかと考えられたが、後述のように賢所の神鏡は「皇室といえども極めて畏れ多きもの」であり、天皇であっても同じ室内はもちろん、同じ車両内に長時間あることすらはばかられるものであり、また天皇が崇拝する神器を御料車より格下の供奉車に積載することもできず、結局は御料車とは別に神鏡のみを積載し輸送するための専用車両として、本車を製造するに至った。
鉄道院新橋工場が大井工場と改称してから初めて製造された皇室用客車である。

## 車両概説
他の鉄道車両と異なり、記号や番号、形式は一切付与されていない。「賢所乗御車」（もしくは「賢所奉安車」）が、この車両を特定する名称である。
本車の製作にあたり、鉄道院の設計担当者を最も悩ませたのが、輸送対象である神鏡の寸法と重量であった。神鏡は神話にも皇祖神・天照大御神と同体として扱われるように皇室が最も崇敬する神器で、その御座所内では皇太子ですら立位での歩行を許されず膝行するほどのものであり、一般人は手を触れることはおろか、目にすることすら難しいものである。測定を依頼された宮内省は、難色を示した。
その後、寸法測定のみは許可されたが、神鏡を持ち上げて秤に載せる必要がある重量測定はついに許可されなかった。そこで、東京奠都の際の「16人の若者が賢所の神鏡の乗御する御羽車を担いで東海道を上ったが、いずれも重さに汗をかいた」という記録を元に重量を（十分な余裕をもって）推定し、奉安室内部と輸送装置の設計を行なったという。
車体には、側面片側に幅2,438 mmの戸口が設けられて観音開きの開き戸（開閉に要する面積を少なくするため折り畳める構造）が設置されており、神鏡の乗降はこの扉を開けて行われる。扉を閉じて施錠した後は、皇室の紋章である「菊花紋章」を外から合わせ目に取付けるようになっている。
車内は、車体中央部に「賢所奉安室」、その前後に各3室の「掌典室」がある。賢所奉安室の奥には壁を隔てて幅385 mmの側廊下があり、その側には神鏡乗降用の戸口がないため、車両側面の外観は左右でまったく異なっている。
賢所奉安室の内装は、天井は格天井で室内は総ヒノキの白木神殿造りとなっており、金具にはすべて金メッキが施されている。奉安所となる場所は床面が30 cmほど高くなっており、移御台を定位置に固定できるようになっている。
掌典室の内装は、化粧板にナラやクヌギ、天井板にはカエデ、窓框にはチーク材を使用している。各室とも長椅子をレールと並行に配置しているが、奉安室の両隣の掌典室では長椅子に折り畳み式の肘掛を装備しており、調度品も奉安室と調和するように配慮されている。また、別の1室には便所と手水所（洗面台）を設けているが、手水容器・便器とともに黒漆塗りで、手水容器の内側は朱漆で仕上げ、白木の柄杓を備えている。
ブレーキ装置は真空ブレーキを使用している。

### 乗御過程
以下の過程で神鏡の乗御が行われた。

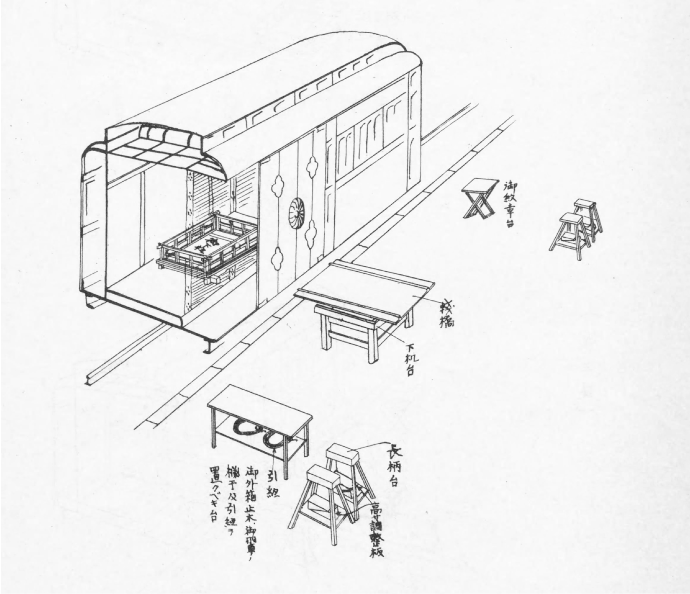
1
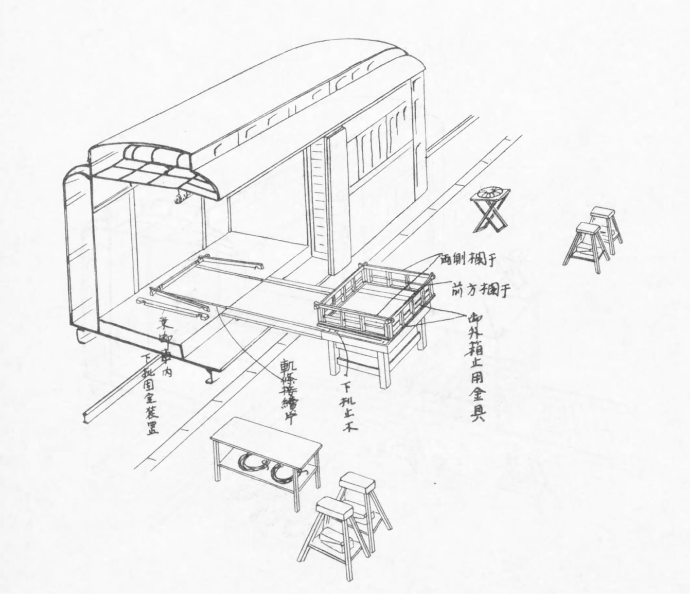
2
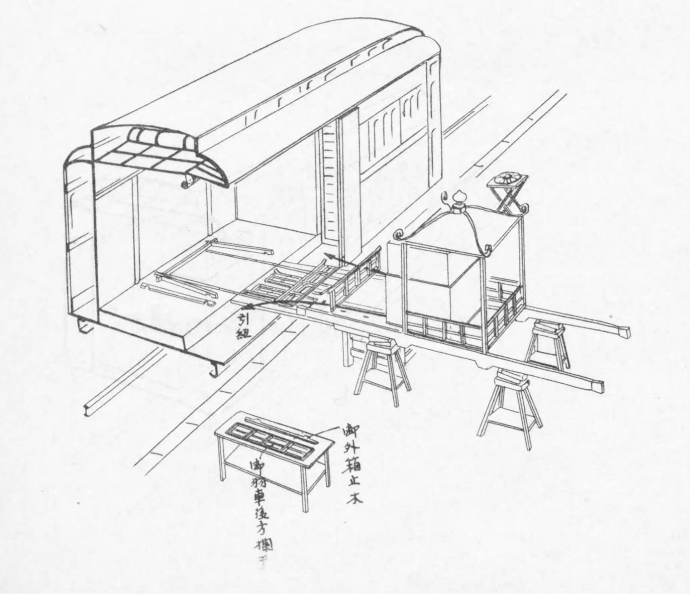
3
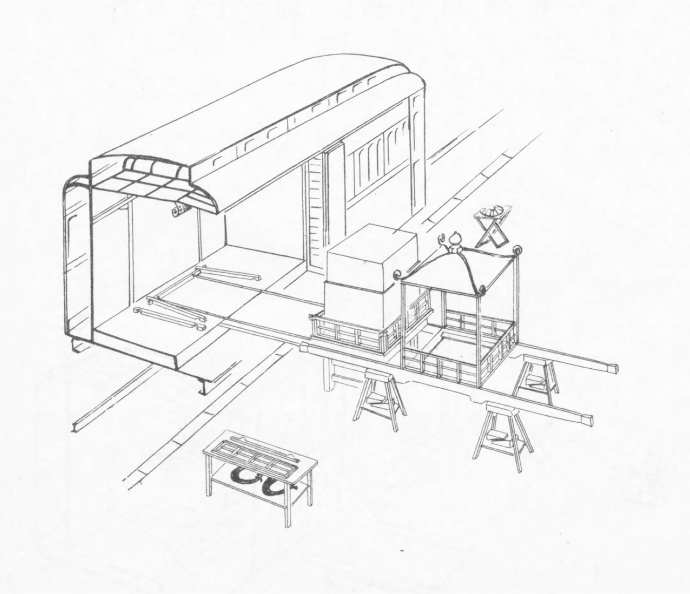
4
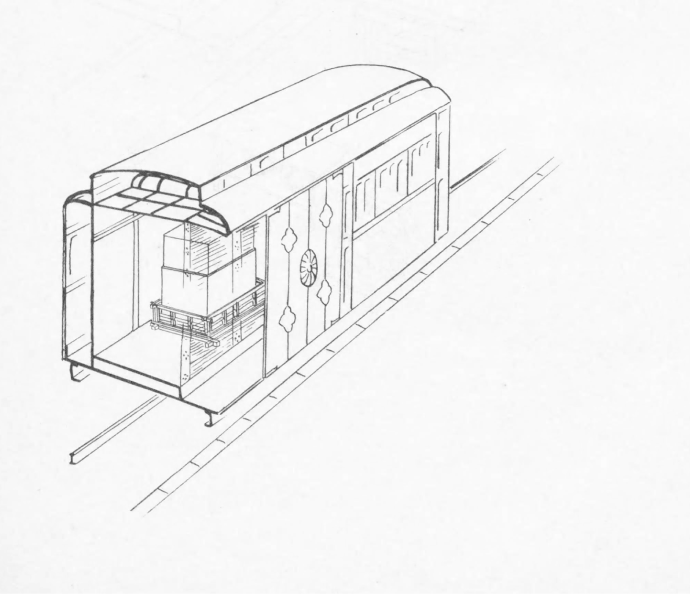
5

## 運用
製造後、1915年（大正4年）の大正天皇の即位式にあたり、神鏡を奉載して東京-京都間を往復した。1928年（昭和3年）の昭和天皇の即位式に際しても、内装などを更新のうえ使用された。
その後、皇位継承は行われないまま1959年（昭和34年）10月に廃車となった。従って、本車が実際に神鏡を乗せて走行されたのは大正天皇と昭和天皇の即位式の際での往復、合計わずか4回だけであった。

## その後
廃車後は、浅川分車庫に保管された。浅川分車庫の廃止に伴い処遇が検討されたが、1963年（昭和38年）6月に全て大井工場（現・JR東日本東京総合車両センター）内の御料車庫に移動することになり、同年6月7日未明に御料車庫に収容された。
2023年、御料車庫の解体が始まる前に保管車両は移動したが、保安上の理由から新たな保管場所は公表されていない。
1981年（昭和56年）時点でも車内に入るとヒノキの芳香が満ちていたという。また、同時期の他の御料車は自動ブレーキに改造されているが、本車は真空ブレーキのまま保管されている。
太平洋戦争後、旧来の皇室典範は日本国憲法施行の前日である1947年（昭和22年）5月2日限りで廃止され、新たに制定された皇室典範が翌5月3日に施行されたが、新典範には「即位式を京都で行う」という規定は盛り込まれず、平成以降の即位式は東京で行われるようになったことから神鏡の輸送は不要となり、賢所乗御車の需要は発生していない。